# سیارک ۴۱۵
سیارک ۴۱۵ (به انگلیسی: 415 Palatia، نامگذاری:1896CO) چهارصد و پانزدهمین سیارک کشف شده‌است که در ۷ فوریه ۱۸۹۶ و در هایدلبرگ کشف شد.
قدر مطلق سیارک برابر ۹٫۲۱ است.